# Jane Powell
Jane Powell (Portland (Oregon), 1 april 1929 – Wilton (Connecticut), 16 september 2021), geboren als Suzanne Lorraine Burce, was een Amerikaans zangeres, danseres en actrice.

## Levensloop

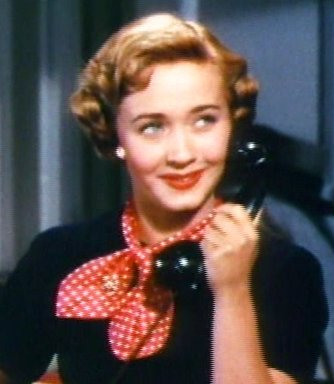
Powell in Royal Wedding (1951)

Powell was als kind al te horen op de radio en te zien in het theater. In 1944 maakte ze haar filmdebuut, met een bijrol in de musicalfilm Song of the Open Road. Ze speelde in die film de rol van 'Jane Powell' en kreeg om die reden die artiestennaam toegewezen.
Powell was gedurende de jaren 40 en 50 te zien in verschillende musicalfilms, die werden uitgebracht door Metro-Goldwyn-Mayer. Haar hoogtepunt behaalde ze in 1951, toen ze werd aangesteld als Judy Garlands vervanger in de musicalfilm Royal Wedding, waarin ze naast Fred Astaire zong en danste.
Aan het eind van de jaren 50 nam de populariteit van musicalfilms af. Powells contract met MGM kwam tot een einde. Hierna speelde ze voornamelijk in televisiefilms en -series en was ze te zien in het theater in verschillende bekende toneelstukken, waaronder The Sound of Music en My Fair Lady. In 1974 maakte ze haar debuut op Broadway, in de musical Irene.
Powell had ook terugkerende gastrollen in verschillende televisieseries. Zo speelde ze de grootmoeder in de sitcom Growing Pains. In de jaren 90 diende ze als tijdelijke vervanger voor Eileen Fulton in de soapserie As the World Turns. In 1991, 1993 en 1994 vertolkte ze de rol van Lisa Grimaldi.
Powell trouwde in totaal vijf keer. In 1949 huwde ze Geary Steffin. Ze kregen twee kinderen, voordat ze scheidden in 1953. Met haar tweede echtgenoot Patrick Nerney kreeg ze haar derde en laatste kind. Ze was sinds 1988 tot zijn overlijden in 2015 getrouwd met acteur Dickie Moore.
Powell overleed op 92-jarige leeftijd.

## Filmografie
- Bibsys: 2002809
- Biblioteca Nacional de España: XX1538845
- Bibliothèque nationale de France: cb13926123x (data)
- Gemeinsame Normdatei: 11889983X
- International Standard Name Identifier: 0000 0000 6301 2034
- Library of Congress Control Number: n86138547
- MusicBrainz: 55aa3c03-ed1e-4fa4-ad7c-7f4ab709bd38
- Nationale bibliotheek van Australië: 35333397
- Nationale Bibliotheek van Israël: 987007431783305171
- Nederlandse Thesaurus van Auteursnamen: 121002489
- SNAC: w61n8qr8
- Système universitaire de documentation: 073981214
- Virtual International Authority File: 198715
- WorldCat: E39PBJyrPwBJbpQKqkKDw4kYyd